# Символика Германа — Могена
Символы Германа — Могена используются для обозначения симметрии точечных групп (наряду с символами Шёнфлиса), плоских групп и пространственных групп. Были предложены немецким кристаллографом Карлом Германом (англ. Carl Hermann) в 1928 году и модифицированы французским минералогом Шарлем-Виктором Могеном (фр. Charles Victor Mauguin) в 1931 году. Также называются международными символами, поскольку используются в Интернациональных Таблицах по Кристаллографии (International Tables for Crystallography), начиная с их первого издания в 1935 году. До этого для обозначения точечных и пространственных групп пользовались, как правило, символами Шёнфлиса.

## Содержание

### Обозначение кристаллографических точечных групп
В символе Германа — Могена обозначаются симметрически неэквивалентные элементы симметрии. Поворотные оси симметрии обозначают арабскими цифрами — 1, 2, 3, 4 и 6. Инверсионные оси обозначают арабскими цифрами с чёрточкой сверху — 1, 3, 4 и 6. При этом ось 2, которая является просто плоскостью симметрии, обозначается символом m (англ. mirror — зеркало). Направлением плоскости является направление перпендикуляра к ней (то есть оси 2). Зеркальные оси в международной символике не используются.
Ориентация элемента относительно координатных осей задаётся позицией элемента в символе группы. Если направление оси симметрии перпендикулярно к направлению плоскости, то они записываются на одной позиции в виде дроби. Если инверсионная ось имеет бо́льшую величину симметрии (размножающую способность), чем совпадающая с ней поворотная, то в символе указывают именно её (то есть записывают не {\displaystyle \color {Black}{\tfrac {3}{m}}}, а 6; при наличии в группе центра инверсии не 3, а 3).
Низшая категория — точечные группы, в которых максимальный порядок любой оси (поворотной или несобственного вращения) равен двум.
К ней относятся группы 1, 1, 2, m, {\displaystyle \color {Black}{\tfrac {2}{m}}}, 222, mm2 и {\displaystyle \color {Black}{\tfrac {2}{m}}{\tfrac {2}{m}}{\tfrac {2}{m}}}. Если в символе группы три позиции, то
на 1-й позиции — направление вдоль оси X
на 2-й позиции — направление вдоль оси Y
на 3-й позиции — направление вдоль оси Z
В нестандартной установке группа mm2 может быть записана как m2m или как 2mm. Аналогично, группы 2, m и {\displaystyle \color {Black}{\tfrac {2}{m}}} могут быть записаны более подробно — с указанием, вдоль какой координатной оси идёт направление оси второго порядка и/или плоскости. Например, 11m, 1m1 или m11. Эта особенность символики используется для однозначного описания пространственных групп при различном выборе системы координат, так как символы пространственных групп являются производными от символов соответствующих им точечных групп.
Средняя категория — точечные группы, в которых присутствует одна ось порядка выше двух (ось высшего порядка). Тут следует отметить, что в кристаллографии используется кристаллографическая система координат, связанная с симметрией кристалла. В этой системе осями выбираются особые направления в кристалле (направления, вдоль которых идут оси симметрии или трансляции). Поэтому при наличии одной оси 3 или 6 порядка, угол между направлениями X и Y равен 120°, а не 90° как в обычной Декартовой системе координат.
на 1-й позиции — направление главной оси, то есть ось Z
на 2-й позиции — побочное направление. То есть направление вдоль оси X и эквивалентной ей оси Y
на 3-й позиции — диагональное направление между симметрически эквивалентными побочными направлениями
К этой категории относятся группы 3, 4, 6, 3, 4, 6, 32, 422, 622, 3m, 4mm, 6mm, 3{\displaystyle \color {Black}{\tfrac {2}{m}}}, 42m, 6m2, {\displaystyle \color {Black}{\tfrac {4}{m}}}, {\displaystyle \color {Black}{\tfrac {6}{m}}}, {\displaystyle \color {Black}{\tfrac {4}{m}}{\tfrac {2}{m}}{\tfrac {2}{m}}} и {\displaystyle \color {Black}{\tfrac {6}{m}}{\tfrac {2}{m}}{\tfrac {2}{m}}}.
Поскольку ось 3 и перпендикулярная к ней плоскость эквивалентны оси 6, то {\displaystyle \color {Black}{\tfrac {3}{m}}} = 6 и {\displaystyle \color {Black}{\tfrac {3}{m}}}m2 = 6m2, но использовать рекомендуется именно обозначения с инверсионной осью 6, так как её симметрия выше, чем у оси 3. Группы 42m и 6m2 могут быть записаны как 4m2 и 62m. Выше были приведены обозначения, принятые в русскоязычной литературе. Последовательность символов 2 и m в этих группах становятся важна при описании производных от них пространственных групп, так как элемент на второй позиции направлен вдоль оси ячейки Браве, а элемент на третьей позиции направлен по диагонали грани. Например, символы P42m и P4m2 обозначают две разные пространственные группы. Группа 32 тоже может быть более подробно записана как 321 или 312 для разных ориентаций оси 2. Аналогично, различные ориентации приводят к двум разным пространственным группам P321 и P312. То же относится и к группам 3m (альтернативные записи 3m1 и 31m) и 3{\displaystyle \color {Black}{\tfrac {2}{m}}} (альтернативные записи 3{\displaystyle \color {Black}{\tfrac {2}{m}}}1 и 31{\displaystyle \color {Black}{\tfrac {2}{m}}}).
Высшая категория — точечные группы, в которых присутствуют несколько осей высшего порядка.
на 1-й позиции — эквивалентные направления X, Y, Z
на 2-й позиции — всегда присутствующие там четыре оси 3 или 3
на 3-й позиции — диагональное направление между координатными осями
К этой категории относятся пять групп — 23, 432, {\displaystyle \color {Black}{\tfrac {2}{m}}}3, 43m и {\displaystyle \color {Black}{\tfrac {4}{m}}}3{\displaystyle \color {Black}{\tfrac {2}{m}}}
Международные символы обычно упрощают, заменяя {\displaystyle \color {Black}{\tfrac {n}{m}}} на m, если ось n порождена другими элементами симметри, указанными в символе. Нельзя убрать лишь обозначение главной оси в средней категории.
Например, {\displaystyle \color {Black}{\tfrac {2}{m}}{\tfrac {2}{m}}{\tfrac {2}{m}}} записывают как mmm, {\displaystyle \color {Black}{\tfrac {4}{m}}{\tfrac {2}{m}}{\tfrac {2}{m}}} как {\displaystyle \color {Black}{\tfrac {4}{m}}}mm, а {\displaystyle \color {Black}{\tfrac {4}{m}}}3{\displaystyle \color {Black}{\tfrac {2}{m}}} как m3m.

### Обозначение точечных групп
Группы с одной осью высшего порядка записывают по тем же принципам, что и кристаллографические группы средней категории. Их можно расположить в следующей таблице
| Шёнфлис                              | HM символ                                                     | 3                                | 4                                                             | 5                                | 6                                                             | 7                                | 8                                                             | 9                                | 10                                                             | 11                                | 12                                                             | 13                                | 14                                                             | ... | {\displaystyle \infty }                |
| ------------------------------------ | ------------------------------------------------------------- | -------------------------------- | ------------------------------------------------------------- | -------------------------------- | ------------------------------------------------------------- | -------------------------------- | ------------------------------------------------------------- | -------------------------------- | -------------------------------------------------------------- | --------------------------------- | -------------------------------------------------------------- | --------------------------------- | -------------------------------------------------------------- | --- | -------------------------------------- |
| {\displaystyle C_{n}}                | {\displaystyle n}                                             | 3                                | 4                                                             | 5                                | 6                                                             | 7                                | 8                                                             | 9                                | 10                                                             | 11                                | 12                                                             | 13                                | 14                                                             | ... | {\displaystyle \infty }                |
| {\displaystyle C_{nv}}               | {\displaystyle n}m                                            | 3m                               |                                                               | 5m                               |                                                               | 7m                               |                                                               | 9m                               |                                                                | 11m                               |                                                                | 13m                               |                                                                | ... | {\displaystyle \infty }m               |
| {\displaystyle C_{nv}}               | {\displaystyle n}mm                                           |                                  | 4mm                                                           |                                  | 6mm                                                           |                                  | 8mm                                                           |                                  | 10mm                                                           |                                   | 12mm                                                           |                                   | 14mm                                                           | ... | {\displaystyle \infty }m               |
| {\displaystyle S_{2n}}               | {\displaystyle {\bar {n}}}                                    | 3                                |                                                               | 5                                |                                                               | 7                                |                                                               | 9                                |                                                                | 11                                |                                                                | 13                                |                                                                | ... | {\displaystyle {\tfrac {\infty }{m}}}  |
| {\displaystyle S_{n}}                | {\displaystyle {\bar {n}}}                                    |                                  | 4                                                             |                                  |                                                               |                                  | 8                                                             |                                  |                                                                |                                   | 12                                                             |                                   |                                                                | ... | {\displaystyle {\tfrac {\infty }{m}}}  |
| {\displaystyle C_{{\tfrac {n}{2}}h}} | {\displaystyle {\bar {n}}}                                    |                                  |                                                               |                                  | 6                                                             |                                  |                                                               |                                  | 10                                                             |                                   |                                                                |                                   | 14                                                             | ... | {\displaystyle {\tfrac {\infty }{m}}}  |
| {\displaystyle C_{nh}}               | {\displaystyle {\tfrac {n}{m}}}                               |                                  | {\displaystyle {\tfrac {4}{m}}}                               |                                  | {\displaystyle {\tfrac {6}{m}}}                               |                                  | {\displaystyle {\tfrac {8}{m}}}                               |                                  | {\displaystyle {\tfrac {10}{m}}}                               |                                   | {\displaystyle {\tfrac {12}{m}}}                               |                                   | {\displaystyle {\tfrac {14}{m}}}                               | ... | {\displaystyle {\tfrac {\infty }{m}}}  |
| {\displaystyle D_{n}}                | {\displaystyle n}2                                            | 32                               |                                                               | 52                               |                                                               | 72                               |                                                               | 92                               |                                                                | 112                               |                                                                | 132                               |                                                                | ... | {\displaystyle \infty }2               |
| {\displaystyle D_{n}}                | {\displaystyle n}22                                           |                                  | 422                                                           |                                  | 622                                                           |                                  | 822                                                           |                                  | 1022                                                           |                                   | 1222                                                           |                                   | 1422                                                           | ... | {\displaystyle \infty }2               |
| {\displaystyle D_{nd}}               | {\displaystyle {\bar {n}}{\tfrac {2}{m}}}                     | 3{\displaystyle {\tfrac {2}{m}}} |                                                               | 5{\displaystyle {\tfrac {2}{m}}} |                                                               | 7{\displaystyle {\tfrac {2}{m}}} |                                                               | 9{\displaystyle {\tfrac {2}{m}}} |                                                                | 11{\displaystyle {\tfrac {2}{m}}} |                                                                | 13{\displaystyle {\tfrac {2}{m}}} |                                                                | ... | {\displaystyle {\tfrac {\infty }{m}}m} |
| {\displaystyle D_{{\tfrac {n}{2}}d}} | {\displaystyle {\bar {n}}2m=} {\displaystyle ={\bar {n}}m2}   |                                  | 42m                                                           |                                  |                                                               |                                  | 82m                                                           |                                  |                                                                |                                   | 122m                                                           |                                   |                                                                | ... | {\displaystyle {\tfrac {\infty }{m}}m} |
| {\displaystyle D_{{\tfrac {n}{2}}h}} | {\displaystyle {\bar {n}}2m=} {\displaystyle ={\bar {n}}m2}   |                                  |                                                               |                                  | 6m2                                                           |                                  |                                                               |                                  | 10m2                                                           |                                   |                                                                |                                   | 14m2                                                           | ... | {\displaystyle {\tfrac {\infty }{m}}m} |
| {\displaystyle D_{nh}}               | {\displaystyle {\tfrac {n}{m}}{\tfrac {2}{m}}{\tfrac {2}{m}}} |                                  | {\displaystyle {\tfrac {4}{m}}{\tfrac {2}{m}}{\tfrac {2}{m}}} |                                  | {\displaystyle {\tfrac {6}{m}}{\tfrac {2}{m}}{\tfrac {2}{m}}} |                                  | {\displaystyle {\tfrac {8}{m}}{\tfrac {2}{m}}{\tfrac {2}{m}}} |                                  | {\displaystyle {\tfrac {10}{m}}{\tfrac {2}{m}}{\tfrac {2}{m}}} |                                   | {\displaystyle {\tfrac {12}{m}}{\tfrac {2}{m}}{\tfrac {2}{m}}} |                                   | {\displaystyle {\tfrac {14}{m}}{\tfrac {2}{m}}{\tfrac {2}{m}}} | ... | {\displaystyle {\tfrac {\infty }{m}}m} |

Из конечных некристаллографических остаются всего две группы, содержащие несколько осей высшего порядка. Это группа симметрии икосаэдра и её подгруппа — группа осевой симметрии икосаэдра (комбинация шести осей 5-го порядка, десяти осей 3-го порядка и 15 осей 2-го порядка). Поскольку символика Германа — Могена изначально предназначалась только для кристаллографических групп, то символы этих групп довольно условны и строятся подобно символам кристаллографических групп высшей категории. Также для данных групп не существует стандартной установки координатной системы (а международный символ зависит от неё). Ниже приведены несколько вариантов символов.
- [2] {\displaystyle \color {Black}{\tfrac {2}{m}}}35 (сокращённый m35) и 235.

- [3][4] {\displaystyle \color {Black}{\tfrac {2}{m}}}5 (сокращённый m5) и 25 — по аналогии с символами {\displaystyle \color {Black}{\tfrac {2}{m}}}3 (сокращённый m3) и 23.

- [5] m5m и 532 — по аналогии с символами m3m и 432.

- [6] 53{\displaystyle \color {Black}{\tfrac {2}{m}}} (сокращённый 53m) и 532 — по аналогии с символами {\displaystyle \color {Black}{\tfrac {4}{m}}}3{\displaystyle \color {Black}{\tfrac {2}{m}}} и 432.

- [7] 53m и 53.

На практике, как правило, для обозначения этих групп пользуются символами Шёнфлиса Ih и I.
Пять групп из таблицы с {\displaystyle n=\infty } называются предельными группами или группами Кюри. К ним относятся ещё две группы, не представленные в таблице. Это группа всех возможных вращений вокруг всех осей проходящих через точку, {\displaystyle \infty \infty } — группа вращений, а также группа {\displaystyle \color {Black}{\tfrac {\infty }{m}}\infty }, которая описывает симметрию шара — максимально возможную точечную симметрию в трёхмерном пространстве; все точечные группы являются подгруппами группы {\displaystyle \color {Black}{\tfrac {\infty }{m}}\infty }. Опять же, как и для групп симметрии икосаэдра, есть несколько вариантов обозначений для этих групп ({\displaystyle 2\infty } и {\displaystyle m{\bar {\infty }}}, {\displaystyle \infty \infty } и {\displaystyle \infty \infty m}). В математике и теоретической физике их обычно обозначают как SO(3) и O(3) (специальная ортогональная группа в трёхмерном пространстве и ортогональная группа в трёхмерном пространстве).

### Обозначение пространственных групп
Символ Германа — Могена для пространственной группы строится по тем же принципам, что и символ кристаллографической точечной группы, плюс в начало символа добавляется тип центрировки ячейки. Возможны следующие типы центрировки
- P — примитивная
- I — объёмноцентрированная (дополнительный узел в центре ячейки).
- F — гранецентрированная (дополнительные узлы в центрах всех граней).
- С, А или В — базоцентрированная (дополнительный узел в центре грани C, A или B). A и B ячейки называют также бокоцентрированными.
- R — дважды объёмноцентрированная (два дополнительных узла на большой диагонали ячейки).

Зеркальные плоскости обозначаются так же, как и в точечных группах — символом m. Плоскости скользящего отражения обозначаются в зависимости от направления скольжения по отношению к осям кристаллической ячейки. Если скольжение происходит вдоль одной из осей, то плоскость обозначается соответствующей латинской буквой a, b или c. В этом случае величина скольжения всегда равна половине трансляции. Если скольжение направлено по диагонали грани или пространственной диагонали ячейки, то плоскость обозначается буквой n в случае скольжения, равного половине диагонали, или d в случае скольжения, равного четверти диагонали (такое возможно, только если диагональ центрирована). Плоскости n и d также называются клиноплоскостями. d плоскости иногда называют алмазными плоскостями, поскольку они присутствуют в структуре алмаза (англ. diamond — алмаз).
Николай Васильевич Белов предлагал также ввести обозначение r для плоскостей со скольжением вдоль пространственной диагонали в ромбоэдрической ячейке. Однако r плоскости всегда совпадают с обычными зеркальными плоскостями, и термин не прижился. В пяти пространственных группах присутствуют плоскости, где скольжение происходит как вдоль одной оси, так и вдоль второй оси ячейки (то есть плоскость является одновременно a и b или a и c или b и c). Это происходит за счёт центрировки грани, параллельной плоскости скольжения. В 1992 году для таких плоскостей был введён символ e.
| Номер группы  | 39   | 41   | 64   | 67   | 68   |
| Старый символ | Abm2 | Aba2 | Cmca | Cmma | Ccca |
| Новый символ  | Aem2 | Aea2 | Cmce | Cmme | Ccce |
| ------------- | ---- | ---- | ---- | ---- | ---- |

Обычные поворотные оси n-го порядка обозначаются так же, как и в точечных группах — арабской цифрой n. Винтовые оси обозначаются цифрой соответствующей поворотной оси с индексом, характеризующим величину переноса вдоль оси при одновременном повороте. Возможные винтовые оси в 3-мерном случае: 21 (поворот на 180° и сдвиг на 1/2 трансляции), 31 (поворот на 120° и сдвиг на 1/3 трансляции), 32 (поворот на 120° и сдвиг на 2/3 трансляции), 41 (поворот на 90° и сдвиг на 1/4 трансляции), 42 (поворот на 90° и сдвиг на 1/2 трансляции), 43 (поворот на 90° и сдвиг на 3/4 трансляции), 61, 62, 63, 64, 65 (поворот на 60° и сдвиг на 1/6, 2/6, 3/6, 4/6, и 5/6 трансляции, соответственно). Оси 32, 43, 64, and 65 энантиоморфны осям 31, 41, 62, и 61, соответственно. Именно за счёт этих осей существует 11 энантиоморфных пар пространственных групп — в каждой паре одна группа является зеркальным отображением другой.
| P41 | P4122 | P41212 | P31 | P3112 | P3121 | P61 | P62 | P6122 | P6222 | P4132 |
| P43 | P4322 | P43212 | P32 | P3212 | P3221 | P65 | P64 | P6522 | P6422 | P4332 |
| --- | ----- | ------ | --- | ----- | ----- | --- | --- | ----- | ----- | ----- |

### Установка пространственной группы и выборячейки Браве
Символ Германа — Могена зависит от установки пространственной группы, то есть от того, как направлены элементы симметрии (оси, плоскости, трансляции) относительно выбранной системы координат. Особенно это важно в случае пространственных групп, когда система координат, то есть выбор ячейки Браве, влияет на обозначение плоскости скользящего отражения (a, b, c, n, d) и тип центрировки ячейки. В группах, в которых одно направление отличается от двух остальных (например, точечные группы 3, 4, 6, mm2, 3m 4mm, 6mm, 32, 422, 622 и производные от них пространственные группы), это особое направление выбирается за ось Z (вектор c ячейки Браве). Важное исключение — группы моноклинной сингонии (точечные группы 2, m, 2/m и производные от них пространственные группы), в которых это особое направление выбирается за ось Y (вектор b ячейки Браве). Причина этого чисто историческая и идёт из минералогии. Как пишет Белов, «классический кристаллограф и прежде всего минералог хорошо знает, что вытянутость кристалла, с которой он, не задумываясь, связывает вертикальную ось Z, в большинстве случаев не совпадает с особым направлением моноклинного кристалла, которому морфолог и предоставляет вторую ось Y.» Таким образом, развёрнутые международные символы для этих групп будут следующие.
| Номер группы       | 3    | 4    | 5    | 6    | 7    | 8    | 9    | 10                                               | 11                                                   | 12                                               | 13                                               | 14                                                   | 15                                               |
| Символ             | P2   | P21  | C2   | Pm   | Pc   | Cm   | Cc   | P2/m                                             | P21/m                                                | C2/m                                             | P2/c                                             | P21/c                                                | C2/c                                             |
| Развёрнутый символ | P121 | P121 | C121 | P1m1 | P1c1 | C1m1 | C1c1 | P1{\displaystyle \color {Black}{\tfrac {2}{m}}}1 | P1{\displaystyle \color {Black}{\tfrac {2_{1}}{m}}}1 | C1{\displaystyle \color {Black}{\tfrac {2}{m}}}1 | P1{\displaystyle \color {Black}{\tfrac {2}{c}}}1 | P1{\displaystyle \color {Black}{\tfrac {2_{1}}{c}}}1 | C1{\displaystyle \color {Black}{\tfrac {2}{c}}}1 |

В стандартной установке плоскость скольжения в моноклинной сингонии не может быть b, так как направление скольжения не может быть перпендикулярно самой плоскости. Также центрировка ячейки не может быть B, так как в этом случае можно было бы перейти к примитивной ячейке вдвое меньшего объёма и той же симметрии.

### Точечные группы
- П. М. Зоркий. Симметрия молекул и кристаллических структур. М.: Изд-во МГУ, 1986 (доступно on-line http://www.chem.msu.su/rus/teaching/zorkii2/welcome.html)
- Ю. К. Егоров-Тисменко, Г. П. Литвинская. Теория симметрии кристаллов. М.: Изд-во ГЕОС, 2000 (доступно on-line http://geo.web.ru/db/msg.html?mid=1163834)
- Ю. К. Егоров-Тисменко, Г. П. Литвинская, Ю. Г. Загальская. Кристаллография. М.: Изд-во МГУ, 1992
- Ю. Г. Загальская, Г. П. Литвинская. Геометрическая кристаллография. М.: Изд-во МГУ, 1973

### Пространственные группы
- Ю. К. Егоров-Тисменко, Г. П. Литвинская. Теория симметрии кристаллов. М.: Изд-во ГЕОС, 2000 (доступно on-line http://geo.web.ru/db/msg.html?mid=1163834)
- Ю. Г. Загальская, Г. П. Литвинская. Геометрическая микрокристаллография. М.: Изд-во МГУ, 1976
- Н. В. Белов. Классный метод вывода пространственных групп симметрии. Труды Ин-та Кристаллографии АН СССР. 1951. № 6. С. 25-62.
- Н. В. Белов. Очерки по структурной кристаллографии и федоровским группам симметрии. М.: Наука. 1986.